# Opernbesetzungen der Salzburger Festspiele 1945 bis 1947

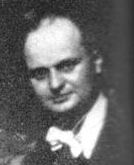
Ferenc Fricsay

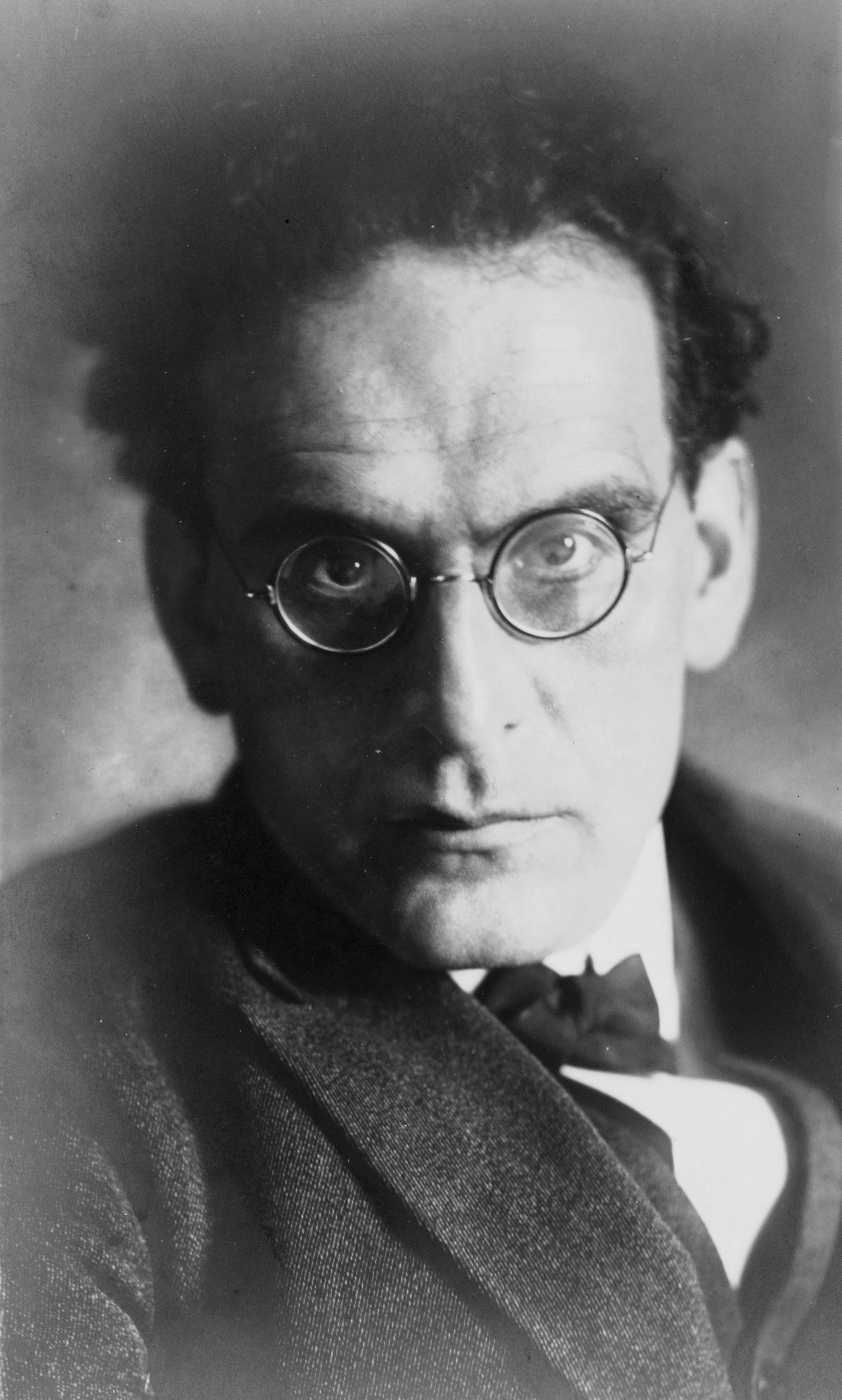
Otto Klemperer

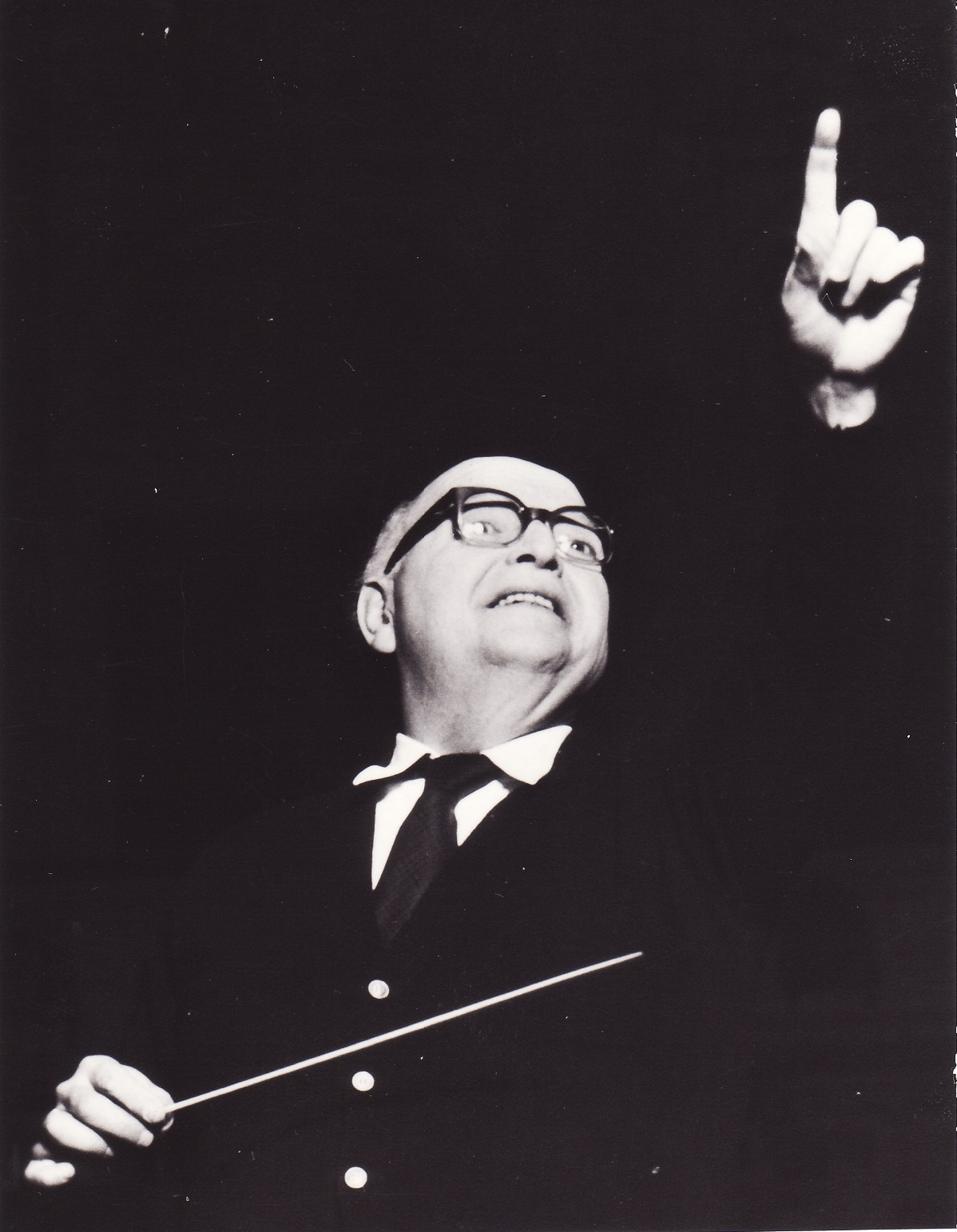
Josef Krips

Die Opernbesetzungen der Salzburger Festspiele 1945 bis 1947 umfassen alle Opernaufführungen der Salzburger Festspiele in diesen Jahren. Diese Jahre wurden insbesondere von den Dirigenten Josef Krips, Felix Prohaska und Hans Swarowsky geprägt, sie brachten aber auch die Rückkehr von Otto Klemperer und das Debüt von Ferenc Fricsay.
Erlesene Sängerensembles sicherten die sofortige Rückkehr der Festspiele an die Weltspitze der Opernkunst.

## Konzept
Als am 12. März 1945 die Wiener Staatsoper und am 11. April 1945 der Stephansdom bei Bombenangriffen zerstört wurden, traf dies die Österreicher in Mark und Herz. Plötzlich wurde den Menschen im Lande klar, dass Anschlussbegeisterung, Führerjubel und Kriegstaumel nichts als Zerstörung bewirkt hatten, Zerstörung des Gemeinwesens, der Infrastruktur und der Kultur, Zerstörung auch der Reputation und der Moral. Die Österreicher froren und hungerten. In seiner berühmten Weihnachtsansprache von 1945 flehte Leopold Figl die Bürger seines Landes an, „glaubt an dieses Österreich“. Er sagte ihnen aber auch klipp und klar, dass er, der Bundeskanzler, kein Essen, kein Holz und kein Glas zum Einschneiden versprechen könne. In diesem Panorama der Hoffnungslosigkeit waren Mozart, das Wiener Mozart-Ensemble und die Salzburger Festspiele für viele Menschen die letzten Strohhalme zum Anklammern. Im nicht geheizten Ausweichquartier der Staatsoper, dem Theater an der Wien, saßen die Wiener in ihren Mänteln, mit langen Unterhosen und Handschuhen und lauschten Così fan tutte, Zauberflöte und Fidelio.
Innerhalb Österreichs zu reisen war aufgrund der verschiedenen Besatzungszonen beschwerlich, aber möglich. Das Land zu verlassen oder nach Österreich einzureisen war in der unmittelbaren Nachkriegszeit nahezu unmöglich. Diese äußeren Umstände begünstigten den Aufbau und die Kontinuität des Mozart-Ensembles, dessen Künstler in Wien und Salzburg einen hohen Grad an Perfektion bewiesen und ab 1947 auch auf Gastspielreisen in ganz Europa bejubelt wurden.
Staatsoper und Salzburger Festspiele hatten nach dem Untergang des NS-Regimes alle Hände zu tun, Unbelastete oder Minderbelastete für die Leitungsfunktionen zu finden. Die Emigrierten konnte man so schnell nicht zurückholen. Es schlug die Stunde der Anständigen. Josef Krips war der Mann der Stunde, Garant des Neuanfangs. Er rettete das Neujahrskonzert der Wiener Philharmoniker in die neue demokratische Zeit, und er ermöglichte einen unbeschwerten Neuanfang in Wien und Salzburg. Ihm zur Seite standen Felix Prohaska und Hans Swarowsky, der Heimkehrer Otto Klemperer, der leider nicht für Salzburg gehalten wurde, und der junge Ferenc Fricsay.

## 1945
| Die Entführung aus dem Serail von Johann Gottlieb Stephanie d. J. (nach Christoph F. Bretzner) und Wolfgang Amadeus Mozart, Salzburger Landestheater, 15. August bis 1. September 1945 (sechs Aufführungen) |                                                    |                                                | |
| Mozarteum-Orchester Wiener Staatsopernchor Wolfgang Rennert Choreinstudierung Felix Prohaska | Herbert Waniek Inszenierung Wilhelm Reinking Bühne | Maria Cebotari Konstanze Rosl Schwaiger Blonde | Albin Skoda Bassa Selim Julius Patzak Belmonte Ludwig Weber Osmin Walter Carnuth Pedrillo Carlheinz Hundius Klaas |

## 1946
| Don Giovanni von Lorenzo Da Ponte und Wolfgang Amadeus Mozart, Festspielhaus, 1. und 24. August 1946 (fünf Aufführungen)                       |                                             | | |
| Wiener Philharmoniker Wiener Staatsopernchor Josef Krips                                                                                       |                                             | Ljuba Welitsch Donna Anna Maud Cunitz Donna Elvira Hilde Güden Zerlina                                                                | Hans Hotter Don Juan Georg Hann Leporello Ludwig Weber Der Komtur Anton Dermota Don Ottavio Karl Dönch Masetto |
| Der Rosenkavalier von Hugo von Hofmannsthal und Richard Strauss, Festspielhaus, 6. bis 27. August 1946 (sechs Aufführungen)                    |                                             | | |
| Wiener Philharmoniker Wiener Staatsopernchor Hans Swarowsky                                                                                    | Oskar Wälterlin                             | Hilde Konetzni Feldmarschallin Maud Cunitz Octavian Rosl Schwaiger Sophie Jarmila Barton Leitmetzerin Rosette Anday Annina            | Fritz Krenn Baron Ochs Georg Hann Faninal Peter Klein Valzacchi William Wernigk Haushofmeister bei Faninal \| Wirt Viktor Madin Haushofmeister bei der Feldmarschallin \| Polizeikommissär Alfred Muzzarelli Notar Anton Dermota Sänger |
| Die Hochzeit des Figaro von Lorenzo Da Ponte und Wolfgang Amadeus Mozart, Salzburger Stadttheater, 10. und 29. August 1946 (fünf Aufführungen) |                                             | | |
| Wiener Philharmoniker Wiener Staatsopernchor Felix Prohaska                                                                                    | Oscar Fritz Schuh Erika Hanka Choreographie | Maria Cebotari Gräfin Almaviva Irmgard Seefried Susanna Ruth Michaelis Marcellina Elfie Mayerhofer Cherubino Rosl Schwaiger Barbarina | Walter Höfermayer Graf Almaviva Erich Kunz Figaro Peter Klein Don Basilio Ludwig Weber Don Bartolo Viktor Madin Antonio William Wernigk Don Curzio                                                                                      |

Besetzungswechsel in Folgevorstellungen:
- Der Rosenkavalier. Faninal: Karl Schmidt, Valzacchi: Hermann Gallos

## 1947
| Die Hochzeit des Figaro von Lorenzo Da Ponte und Wolfgang Amadeus Mozart, Festspielhaus, 28. Juli bis 25. August 1947 (vier Aufführungen)                                                    |                                                            | | |
| Wiener Philharmoniker Wiener Staatsopernchor Josef Krips, Otto Klemperer | Lothar Wallerstein Alfred Roller Erika Hanka Choreographie | Maria Cebotari Gräfin Almaviva Elisabeth Schwarzkopf, Irmgard Seefried Susanna Ruth Michaelis Marcellina Hilde Güden Cherubino Karoline Reinhardt Barbarina | Walter Höfermayer Graf Almaviva Erich Kunz Figaro Peter Klein Don Basilio Ludwig Weber Don Bartolo Wilhelm Felden Antonio William Wernigk Don Curzio |
| Così fan tutte von Lorenzo Da Ponte und Wolfgang Amadeus Mozart, Salzburger Landestheater, 1. bis 26. August 1947 (vier Aufführungen)                                                        |                                                            | | |
| Wiener Philharmoniker Wiener Staatsopernchor Josef Krips | Oscar Fritz Schuh Robert Kautsky Erika Hanka Choreographie | Irmgard Seefried Fiordiligi Sena Jurinac Dorabella Hilde Güden Despina                                                                                      | Anton Dermota Ferrando Erich Kunz Guglielmo Paul Schöffler Don Alfonso |
| Dantons Tod, Uraufführung, Musik von Gottfried von Einem, Libretto von Boris Blacher und Gottfried von Einem (nach Georg Büchner), Festspielhaus, 6. bis 28. August 1947 (fünf Aufführungen) |                                                            | | |
| Wiener Philharmoniker Wiener Staatsopernchor Ferenc Fricsay | Oscar Fritz Schuh Caspar Neher                             | Gisela Thury Julie Maria Cebotari Lucile Trude Ballasch Eine Dame Rosette Anday Frau des Simon                                                              | Paul Schöffler Georg Danton Julius Patzak Camille Desmoulins Peter Klein Herault de Séchelles Josef Witt Robespierre Ludwig Weber St. Just Herbert Alsen Herrmann Georg Hann Simon Erwin Nowaro Ein junger Mensch William Wernigk Erster Henker Wilhelm Felden Zweiter Henker |
| Arabella von Hugo von Hofmannsthal und Richard Strauss, Festspielhaus, 12. bis 29. August 1947 (vier Aufführungen)                                                                           |                                                            | | |
| Wiener Philharmoniker Wiener Staatsopernchor Karl Böhm | Günther Rennert Robert Kautsky                             | Rosette Anday Adelaide Maria Reining Arabella Lisa della Casa Zdenka Herma Handl Fiakermilli Ruth Michaelis Kartenaufschlägerin                             | Georg Hann Graf Waldner Hans Hotter Mandryka Horst Taubmann Matteo Julius Patzak Graf Elemer Josef Witt Graf Dominik Alfred Poell Graf Lamoral Franz Szkokan Welko |

Besetzungswechsel in Folgevorstellungen:
- Dantons Tod. Georg Danton: Mathieu Ahlersmeyer, Camille Desmoulins: Horst Taubmann, Simon: Karl Dönch

## Quelle
- Josef Kaut: Die Salzburger Festspiele 1920-1981, Mit einem Verzeichnis der aufgeführten Werke und der Künstler des Theaters und der Musik von Hans Jaklitsch. Residenz Verlag, Salzburg 1982, ISBN 3-7017-0308-6, S. 250–2..